# Paisà
Paisà is een Italiaanse oorlogsfilm uit 1946 onder regie van Roberto Rossellini. Het is de tweede film in Rossellini's officieuze Neorealistische oorlogstrilogie.

## Verhaal
De film bestaat uit zes segmenten en volgt de geallieerde invasie in Italië van de zomer van 1943 tot de winter van 1944. Het eerste segment vertelt het verhaal van een vrouw die een geallieerde patrouille door een mijnenveld leidt. Ze laat daarbij zelf het leven. In het tweede segment steelt een straatboefje de schoenen van een soldaat. In het derde segment leert een soldaat een Italiaanse vrouw kennen tijden de bevrijding van Rome. In het vierde segment gaat een Amerikaanse zuster in vijandig gebied op zoek naar een soldaat waar ze verliefd op is. In het vijfde segment doen drie priesters een beroep op een abdij in de Apennijnen. In het laatste segment trachten soldaten en partizanen te ontsnappen uit hun gevangenschap.

## Rolverdeling
| Acteur          | Personage                    |
| --------------- | ---------------------------- |
| Carmela Sazio   | Carmela                      |
| Robert Van Loon | Joe, Amerikaanse soldaat     |
| Dots Johnson    | Joe, Amerikaanse MP-officier |
| Alfonsino Pasca | Pasquale                     |
| Maria Michi     | Francesca                    |
| Gar Moore       | Fred, Amerikaanse soldaat    |
| Harriet Medin   | Zuster Harriet               |
| Renzo Avanzo    | Massimo                      |
| William Tubbs   | Kapitein Bill Martin         |
| Dale Edmonds    | OSS-agent Dale               |
| Cigolani        | Cigolani, partizaan          |
| Harold Wagner   | Harry, Amerikaanse soldaat   |
| Merlin Berth    | Merlin, Amerikaanse soldaat  |
| Mats Carlson    | Swede, Amerikaanse soldaat   |
| Albert Heinze   | Duits soldaat                |
| Giulio Panicali | Verteller                    |